# Posto Telegráfico de Porto Esperidião
O Posto de Telégrafos de Porto Esperidião é um bem tombado localizado no município de Porto Esperidião, no Mato Grosso.
O posto telegráfico foi construído pelo Marechal Cândido Rondon e tem grande valor histórico e arquitetônico para o estado. Rondon estabeleceu o posto telegráfico às margens do Rio Jauru, o que deu início ao povoado de Porto Salitre. A designação remetia à região de salinas, onde o ancoradouro se encontrava. Posteriormente, Porto Salitre renomeado para Porto Esperidião em homenagem à Manoel Esperidião.
A estação foi utilizada para estabelecer comunicação entre os municípios de Vila Bela, Porto Esperidião, Cáceres e Cuiabá, e daí para o restante do país, durante cerca de 60 anos. Em 1950 foi a rede de telégrafo desativada.
Esses postos de comunicação foram construídos pela Comissão liderada pelo Marechal Cândido Rondon, no início do século XX. Intitulada "Comissão Construtora de Linhas Telegráficas de Mato Grosso ao Amazonas", tinha como intuito  ligar Cuiabá a Santo Antônio do Rio Madeira via meio de comunicação (telégrafo). Geralmente, essas edificações são o marco inicial da presença dos colonizadores nas cidades ondes estão localizados, sendo o primeiro acampamento ali construído. Por isso, são de grande importância histórica para as cidades e mesmo para o estado do Mato Grosso.
Ao todo, foram construídos 24 postos telegráficos no trecho em questão. As edificações simples possuem paredes de adobe, com esteios de madeira de lei (geralmente, piúva ou aroeira).